# Kubala

herb Kubala

herb Złotarz, według Szymańskiego jest to ten sam herb co Kubala

Kubala (Juriejowicz, Zołotarz) – polski herb szlachecki znany z trzech wizerunków pieczętnych.

## Opis herbu
Opis z wykorzystaniem zasad blazonowania, zaproponowanych przez Alfreda Znamierowskiego:
W polu dwa haki skrzyżowane w skos, z których lewy zakończony tępo w górnej części, barwy nieznane.
Tak miał wyglądać herb Kubala i Juriejowicz. Herb Zołotarza (Złotarza) miał mieć wszystkie końce tępe, zaś prawy u dołu tego końca pozbawiony.

## Najwcześniejsze wzmianki
Pieczęć M. Kubali z 1564, H. Zołotarza z 1563 i J. Juriejowicza z 1571.

## Herbowni
Identyczny herb przysługiwał przynajmniej trzem rodzinom herbownych:
Kubala, Juriejowicz, Złotarz (Zołotarz).